# آنه مولکاهی
آنه مولکاهی (انگلیسی: Anne M. Mulcahy; ۲۱ اکتبر ۱۹۵۲ –) مدیر عامل اجرایی اهل ایالات متحده آمریکا بود.